# Orson Scott Card
Orson Scott Card (* 24. srpna 1951, Richland, Washington) je americký spisovatel. Jeho nejznámější díla patří do žánrů science fiction a fantasy. Klasikou v těchto žánrech se stal jeho román Enderova hra.

## Životopis
Orson pochází ze staré mormonské rodiny. Ještě jako dítě se s rodiči, Willardem a Peggy Cardovými, přestěhoval do San Matea v Kalifornii. Když v roce 1964 získal jeho otec místo na Arizonské státní univerzitě, odstěhovala se rodina do města Mesa v Arizoně. Když bylo Cardovi 16, přesunuli se do Salt Lake City v Utahu, tamní univerzitu Orson Scott Card dostudoval v roce 1981. Mezitím ovšem v letech 1971–1973 působil jako mormonský misionář v Brazílii a v květnu 1977 si vzal svou ženu Kristine Allen. První dítě – Michael Geoffrey – se narodilo o rok později. Michael a jeho sourozenci Emily Janice, Charles Benjamin, Zina Margaret a Erin Louisa dostali jména podle oblíbených spisovatelů svých rodičů: Geoffrey Chaucerovi, Emily Brontëové, Emily Dickinsonová, Charlesi Dickensovi, Margaret Mitchellové a Louise May Alcottové. Charles zemřel nedlouho po svých sedmnáctých narozeninách a Erin krátce po narození. Z Utahu se Cardovi odstěhovali do South Bendu v Indianě a pak do Greensboro v Severní Karolíně, kde žijí dosud.
Je také aktivní politický přispěvatel a mluvčí. Krátce po teroristických útocích 11. září 2001 začal psát sloupek pro místní noviny Greensboro Rhino Times nazvaný nejprve „War Watch“, později přejmenovaný na „World Watch“, tyto příspěvky lze nalézt na jeho oficiální stránce. Přestože je demokrat, slovně podpořil amerického prezidenta George W. Bushe ve válce v Afghánistánu a Iráku, podpořil také PATRIOT Act a americkou podporu státu Izrael. Odsoudil také sňatky mezi jedinci stejného pohlaví a aktivity proti globálnímu oteplování. Na druhou stranu podporuje vládní výzkum alternativních energetických zdrojů a odklon od využívání fosilních paliv.
V roce 2005 se stal profesorem na virginské univerzitě v Buena Vistě.

## Dílo

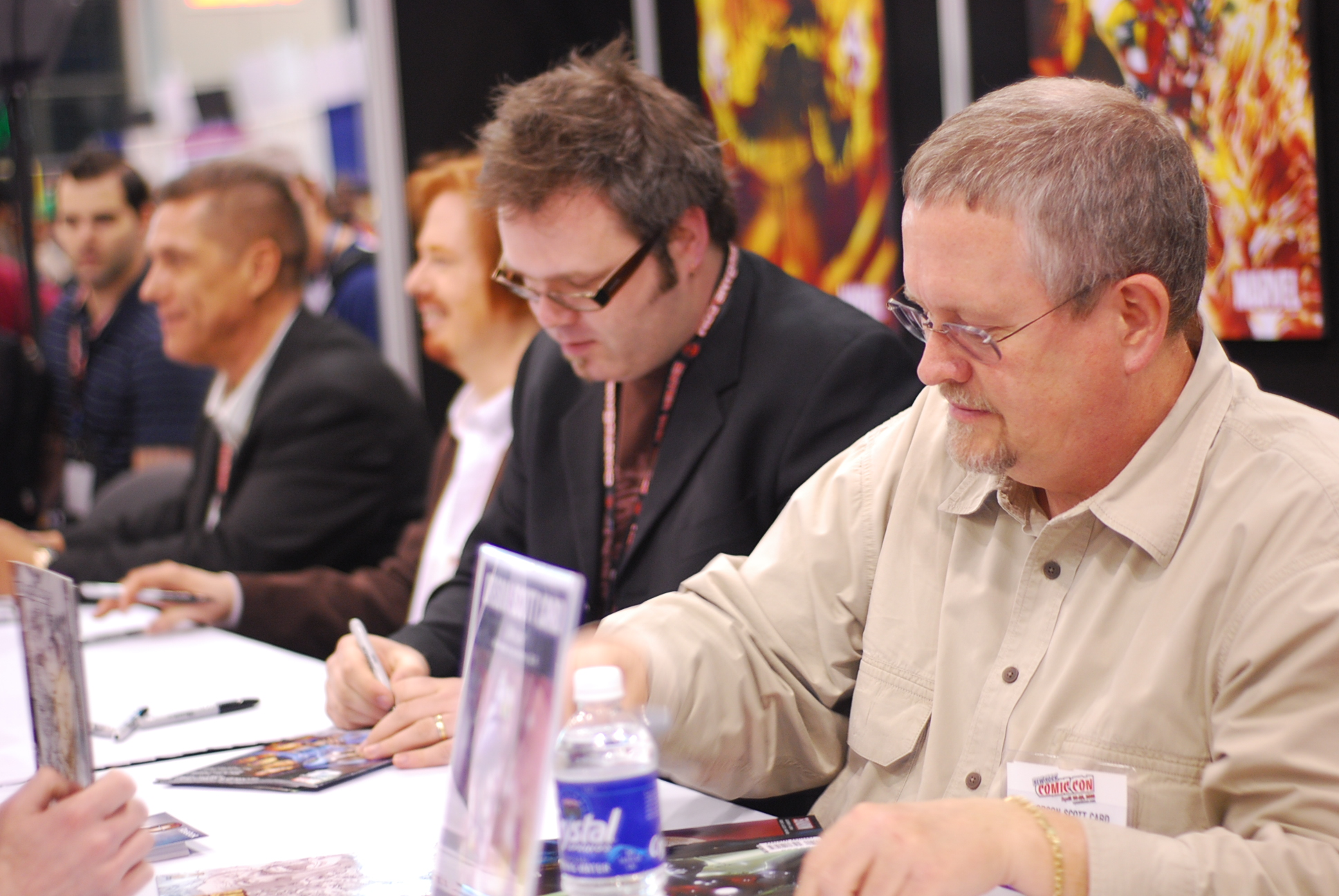
Orson Scott Card roku 2008 na Comic-Conu

Cardovým debutem na poli sci-fi byly romány Hot Sleep a Capitol. Po nich napsal fantasy román Songmaster. Skutečně známým se však stal sérií románů Enderova sága zahájenou knihou Enderova hra. Tento román získal ceny Hugo a Nebula. Jeho pokračování Mluvčí za mrtvé tyto ceny získalo o rok později a Card je jediným spisovatelem, který získal obě ceny ve dvou po sobě následujících letech. Série dále pokračuje díly Xenocida a Děti ducha. Existuje také paralelní stínová série tvořená knihami Enderův stín, Hegemonův stín, Stínové loutky, Obrův stín. V roce 2013 byl do kin uveden film Enderova hra
Napsal také několik románů ze současnosti – Lost Boys, Treasure Box – a fantasy román Enchantment. Kromě toho také přepsal do knižní podoby film Jamese Camerona Propast a napsal knihy z alternativní historie Příběhy Alvina Tvůrce a Pastwatch: The Redemption of Christopher Columbus. Také napsal román Robota, na kterém spolupracoval s filmovým designérem Doughem Chiangem. Kromě toho se podílel na komiksu Ultimate Iron Man pro Marvel Comics.
Charakteristickým pro jeho knihy je podrobný popis postav a morálních hodnot. Jak sám říká: „Staráme se o morální hodnoty, vznešenost, slušnost, štěstí, dobrotu – hodnoty skutečného světa, zobrazitelné ve své čistotě jen v knihách.“
Některé jeho romány se zabývají náboženskou tematikou, například Stone Tables o životě proroka Mojžíše, trilogie Women of Genesis, sbírka povídek The Folk Of The Fringe a román Saints o mormonech. V jiných jeho pracích je vliv jeho víry méně zřetelný. Například série Návrat domů a také Příběhy Alvina Tvůrce částečně odrážejí Knihu Mormon a život zakladatele mormonské církve Josepha Smithe.
Kromě svých knih z oblasti fantastiky však Card píše i práce z jiných oblastí. V osmdesátých letech 20. století napsal několik technických článků, zejména pro Compute!'s Gazette a Ahoy!, časopisy určené uživatelům počítačů Commodore.

### První práce
- Capitol, 1978
- Hot Sleep, 1978
- A Planet Called Treason, 1978
- Songmaster, 1979
- Unaccompanied Sonata and Other Stories, 1980
- Hart's Hope, 1983
- The Worthing Chronicle, 1983 — přepracování: Hot Sleep a Capitol
- Saints, 1983

### Enderova sága
- Enderova hra, Laser, 2002,ISBN 80-7193-118-7 (Ender's Game, 1985)
- Mluvčí za mrtvé, Laser, 2002, ISBN 80-7193-121-7 (Speaker for the Dead, 1986)
- Xenocida, Laser, 2002, ISBN 80-7193-123-3 (Xenocide, 1991)
- Děti ducha, Laser, 2002, ISBN 80-7193-126-8 (Children of the Mind, 1996)
- První setkání, Laser, 2003, ISBN 80-7193-182-9 (First Meetings, 2002) — sbírka povídek (Polský chlapec, Obtížný student, Enderova hra, Investiční poradce)
- Válka o dárky, Laser, 2009, ISBN 978-80-7193-294-9 (A War of Gifts: An Ender Story, 2007)
- Ender ve vyhnanství, Laser, 2010, ISBN 978-80-7193-311-3 (Ender in Exile, 2008)

### Stínová série
- Enderův stín, Laser, 2001, ISBN 80-7193-092-X (Ender's Shadow, 1999) — příběh paralelní k Enderově hře
- Hegemonův stín, Laser, 2003, ISBN 80-7193-152-7 (Shadow of the Hegemon, 2001)
- Stínové loutky, Laser, 2004, ISBN 80-7193-165-9 (Shadow Puppets, 2002)
- Obrův stín, Laser, 2008, ISBN 978-80-7193-265-9 (Shadow of the Giant, 2005)

### Příběhy Alvina Tvůrce
- Sedmý syn, Laser, 1999 (Seventh Son, 1987)
- Rudý prorok, Laser, 2000 (Red Prophet, 1988)
- Učedník Alvin, Laser-books 2009 (Prentice Alvin, 1989)
- Alvin Journeyman, 1995
- Heartfire, 1998
- The Grinning Man, 1998 — povídka
- The Yazoo Queen, 2003 — povídka
- The Crystal City, 2003
- Master Alvin, dosud nevyšlo

### Návrat domů
- Vzpomínky na Zemi, Classic, 1996 (The Memory of Earth, 1992)
- The Call of Earth, 1992
- The Ships of Earth, 1994
- Earthfall, 1995
- Earthborn, 1995

### The „Women of Genesis“ series
- Sarah, 2000
- Rebekah, 2001
- Rachel and Leah, 2004
- The Wives of Israel, dosud nevyšlo

### The Worthing Chronicle
- Hot Sleep, 1979
- Capitol, 1979
- The Worthing Chronicle, 1983
- The Worthing Saga, 1990

### Další romány
- A Planet Called Treason, 1979
- Mistr písní, Laser-books 2007 (Songmaster, 1980)
- Hart's Hope, 1983
- Čorvi, Laser, 1998 (Wyrms, 1987)
- Zrada, Návrat, 2000 (Treason, 1988) — přepracování A Planet Called Treason
- The Abyss, 1989
- Lost Boys, 1992
- Flux: Tales of Human Futures, 1992
- The Worthing Waga, 1992
- Pastwatch: The Redemption of Christopher Columbus, 1996
- Treasure Box, 1996
- Children of the Mind, 1996
- Homebody, 1998
- Pastwatch: The Flood, 1998
- Enchantment, 1999
- Orson Scott Card: Beyond Ender's Game, 2002
- The Sentinel and Other Science Fiction and Fantasy Stories: And Other Science Fiction and Fantasy Stories, 2004 — spoluautoři Ben Bova, Arthur C. Clarke, Robert Silverberg, Greg Bear a Roddy McDowall
- Robota, 2005
- Posing As People: Three Stories, Three Plays, 2005 — spoluautoři Scott Brick, Aaron Johnston a Emily Janice Card
- Enchantment, 2005
- Magic Street, 2005

### Sbírky
- Unaccompanied Sonata and Other Stories, 1981
  - Sonáta bez doprovodu, Ikarie 11/93 (Unaccompanied Sonata, 1979)
- Cardography, 1987
- Hatrack River, 1988
- The Folk of the Fringe, 1989
  - Okraj, F&SF 4/97 (The Fringe, 1985)
  - Amerika in Nejlepší povídky sci-fi 1988, Laser, 1993 (America, 1987)
- Maps in the Mirror, 1990 — části:
  - Hrobka písní, Laser, 2002 (The Changed Man, 1992)
    - Eumenidy v záchodě ve třetím patře (Eumenides in the Fourth Floor Lavatory)
    - Odchod (Quietus)
    - Hluboké dýchaní (Deep Breathing Exercices)
    - Farma tlouštíků (Fat Farm)
    - Zavírání víka času (Closing the Timelid)
    - Dálniční hry (Freeway Games)
    - Hrobka písní (A Sepulchre of Songs)
    - Největší zábrana (Prior Restraint)
    - Objevenec a král skečů (The Changed Man and the King of Words)
    - Vzpomínky mé hlavy (Memories of My Head)
    - Ztracení chlapci (Lost Boys)

  - Flux, 1992
  - Cruel Miracles, 1992
  - Monkey Sonatas, 1993

### Některé povídky
- Písečná magie, Ikarie 12/94 (Sandmagic, 1979)
- Oko za oko, Ikarie 5/97 (Eye for Eye, 1987)
- Pejskař, Ikarie 11/92 (Dogwalker, 1989)
- Badatel, Povídky k poctě Isaaca Asimova - Přátelé Nadace (Triton 2015)

### Antologie
- Dragons of Light, 1980
- Dragons of Darkness, 1981
- Future on Fire, 1991
- Black Mist and Other Japanese Futures, 1997 — spoluautor Keith Ferrell
- Future on Ice, 1998
- Masterpieces: The Best Science Fiction of the Century, 2001
- Empire of Dreams & Miracles, 2002
- Masterpieces: The Best Science Fiction of the 20th Century, 2004

### Divadelní hry
- Posing as People, 2004 — podle tří Cardových povídek
  - Clap Hands and Sing
  - Lifeloop
  - Sepulchre of Songs

### Nefantastická díla
- Listen, Mom and Dad, 1978
- Ainge, 1982
- Saintspeak, 1982
- A Storyteller in Zion, 1993

### Knihy o psaní
- Characters and Viewpoint, 1988
- How to Write Science Fiction and Fantasy, 1990

### Novinové sloupky
- World Watch (původně War Watch) pro nezávislé noviny v Greensboro Rhinoceros Times
- Uncle Orson Reviews Everything for the Rhinoceros Times
- Hymns of the Heart for Meridian Magazine

### Film
- Enderova hra (Ender's Game, 2013) - film na motivy románu Enderova hra. Snímek zrežíroval americký režisér Gavin Hood, jenž k filmu taktéž připravil scénář.

### Hry
- Advent Rising — scénář ke střílečce z pohledu třetí osoby vydané v srpnu 2005 společností Majesco Games pro Windows a Xbox, první část chystané trilogie
- Advent Shadow — videohra pro Sony PSP připravovaná společností Majesco Games
- Alvin's World — MMORPG připravovaný pro Windows společností eGenesis
- The Secret of Monkey Island — soubojové urážky
- The Dig — dialogy

## Ocenění
- Cena Hugo
  - 1986 – román – Enderova hra
  - 1987 – román – Mluvčí za mrtvé
  - 1988 – novela – Eye for Eye
  - 1991 – nefantastická kniha – How to Write Science Fiction and Fantasy
- Nebula Award
  - 1986 – román – Enderova hra
  - 1987 – román – Mluvčí za mrtvé
- Locus Award
  - 1987 – sci-fi román – Mluvčí za mrtvé
  - 1988 – fantasy novela – Seventh Son
  - 1989 – fantasy novela – Red Prophet
  - 1990 – fantasy noveleta – Dogwalker
  - 1990 – fantasy povídka – Lost Boys
  - 1990 – fantasy novela – Prentice Alvin
  - 1990 – sbírka – Maps in a Mirror
  - 1995 – fantasy román – Alvin Journeyman
- World Fantasy Award
  - 1987 – novela – Hatrack River